# Monument à Victor-Emmanuel II (Milan)
Pour l’article homonyme, voir Monument à Victor-Emmanuel II (Rome).
Le monument à Victor-Emmanuel II  (ou monumento equestre di Vittorio Emanuele II, en italien), est un monument de Milan qui se trouve sur la Piazza del Duomo (Place de la cathédrale) face  à l'entrée principale du Duomo di Milano.

## Historique
Le monument a été commandé au sculpteur italien Ercole Rosa par le roi d'Italie Humbert Ier en 1878 après la mort de son père, le roi Victor-Emmanuel II qui contribua à l'unification italienne. En 1893, quand les pièces de bronze (fusionnés à la fonderie Barigozzi à Milan) ont été terminées, il a été discuté de l'endroit où il était plus approprié de placer la statue ; près du Palais Royal ou au centre de la place du Duomo ; c'est ce dernier emplacement qui fut choisi. Cette même année, Rosa meurt et le travail est poursuivi par les frères Barzaghi jusqu'en 1892 (?) sous la direction du sculpteur Ettore Ferrari. La statue a été placée au centre de la place seulement en 1896.

## Description

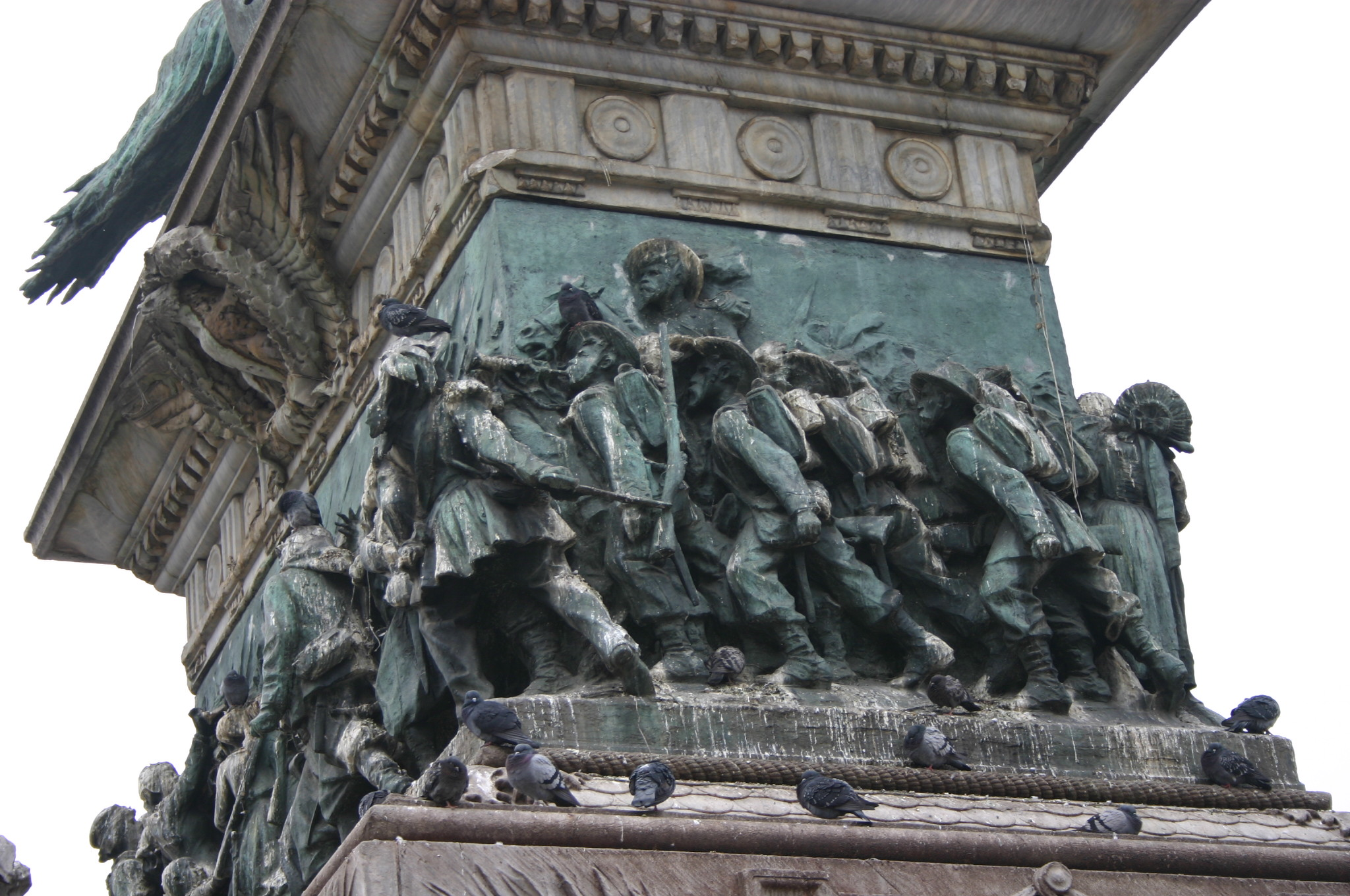
Détails du socle de la statue.

La statue représente le roi Victor-Emmanuel II conduisant ses soldats dans la bataille de San Martino en 1859. La sculpture en bronze, représente le roi tirant sur les rênes de son cheval afin de freiner son enthousiasme. Cette stature vise à donner une grande énergie à la composition. Les quatre pattes de l'animal reposent sur le piédestal donnant la stabilité à la sculpture.
À la base sont placés également deux lions couchés sur les gradins latéraux posant une patte chacun sur une plaque gravée avec le nom Roma et Milano, en référence aux grandes réalisations de la Renaissance.
La statue équestre est placée sur une base en granite rouge entouré par un escalier en marbre blanc à partir duquel se dresse un piédestal supplémentaire de marbre de Carrare orné d'un relief représentant l'entrée des troupes piémontaises à Milan après la bataille de Magenta, pendant la guerre d'indépendance, ainsi que des branches de palmiers allégoriques. Sur le front du piédestal est inscrite la date « juin 1859 », afin de souligner l'entrée du roi à Milan (le 8 juin 1859), tandis que le côté opposé porte l'inscription 14 juin 1896 en référence à la date d'inauguration du monument.